# Rumen Rumenov
Rumen Ivaylov Rumenov (tiếng Bulgaria: Румен Руменов; sinh 7 tháng 6 năm 1993) là một cầu thủ bóng đá Bulgaria, hiện tại thi đấu ở vị trí tiền vệ cho Etar Veliko Tarnovo.

## Sự nghiệp
Rumenov ra mắt đội chính choLitex Lovech trước Pirin Blagoevgrad ngày 12 tháng 3 năm 2011 với tư cách dự bị.

### Etar Veliko Tarnovo
Ngày 12 tháng 6 năm 2017 anh rời khỏi CSKA Sofia để gia nhập đội bóng mới lên chơi Bulgarian First League Etar Veliko Tarnovo.

## Thống kê câu lạc bộ

### Câu lạc bộ
Tính đến 12 tháng 12 năm 2017
| Câu lạc bộ          | Mùa giải            | Hạng đấu            | Giải vô địch | Giải vô địch | Cúp     | Cúp       | Châu Âu | Châu Âu   | Tổng    | Tổng      |
| Câu lạc bộ          | Mùa giải            | Hạng đấu            | Số trận      | Bàn thắng    | Số trận | Bàn thắng | Số trận | Bàn thắng | Số trận | Bàn thắng |
| ------------------- | ------------------- | ------------------- | ------------ | ------------ | ------- | --------- | ------- | --------- | ------- | --------- |
| Litex Lovech        | 2010–11             | A Group             | 6            | 0            | 1       | 0         | 0       | 0         | 7       | 0         |
| Litex Lovech        | 2011–12             | A Group             | 3            | 0            | 1       | 0         | 0       | 0         | 4       | 0         |
| Litex Lovech        | 2012–13             | A Group             | 1            | 0            | 0       | 0         | –       | –         | 1       | 0         |
| Litex Lovech        | 2013–14             | A Group             | 17           | 1            | 3       | 0         | –       | –         | 20      | 1         |
| Litex Lovech        | 2014–15             | A Group             | 26           | 1            | 4       | 0         | 4       | 0         | 34      | 1         |
| Litex Lovech        | 2015–16             | A Group             | 0            | 0            | 0       | 0         | 1       | 0         | 1       | 0         |
| Litex Lovech        | Tổng                | Tổng                | 53           | 2            | 9       | 0         | 5       | 0         | 67      | 2         |
| Litex Lovech II     | 2015–16             | B Group             | 18           | 3            | –       | –         | –       | –         | 18      | 3         |
| CSKA Sofia II       | 2016–17             | Second League       | 13           | 3            | –       | –         | –       | –         | 13      | 3         |
| Neftochimic Burgas  | 2016–17             | First League        | 11           | 0            | 2       | 0         | –       | –         | 13      | 0         |
| CSKA Sofia          | 2016–17             | First League        | 1            | 0            | –       | –         | –       | –         | 1       | 0         |
| Etar Veliko Tarnovo | 2017–18             | First League        | 13           | 0            | 2       | 1         | –       | –         | 15      | 1         |
| Tổng cộng sự nghiệp | Tổng cộng sự nghiệp | Tổng cộng sự nghiệp | 113          | 8            | 14      | 1         | 5       | 0         | 132     | 9         |

## Danh hiệu

### Câu lạc bộ
Litex Lovech
- A Group: 2010–11